# BearTracks Recording Studio
O BearTracks Recording Studio foi um complexo de estúdios de gravação na pequena cidade de Suffern, estado de Nova Iorque, nos Estados Unidos, de propriedade do saxofonista Jay Beckenstein e sua banda de jazz Spyro Gyra, construído no começo da década de 1980.
O estúdio foi fechado após a gravação do álbum do Spyro Gyra Wrapped in a Dream, em 2006.
Uma fotografia do estúdio pode ser vista na parte de trás do álbum Metropolis Pt. 2: Scenes from a Memory do Dream Theater, que foi gravado neste estúdio em 1999. A grande área verde ao redor da propriedade também serviu de locação para a gravação dos videos associados ao álbum.